# Wilhelm Rintelen
Heinrich Wilhelm Rintelen (* 13. April 1797 auf Gut Borgholz bei Warburg; † 28. Oktober 1869 in Münster) war ein deutscher Jurist und Politiker in Preußen.

## Leben und Wirken
Rintelen war der Sohn des Rittergutsbesitzers auf Borgholz und Benhausen Anton Franz Andreas Rintelen (1772–1845). Der Vater war Amtmann und Hypothekenbewahrer (Conservateur) zu Paderborn und begründete den in Westfalen einflussreichen Borgholzer Zweig der Familie. Wilhelm Rintelen studierte mit Jodocus Temme an der Georg-August-Universität Göttingen Rechtswissenschaft. 1816 wurde er Mitglied des Corps Guestphalia Göttingen. Seit 1825 war Rintelen mit Auguste Karoline Louise geb. Schulze verheiratet. Mit ihr hatte er vier Kinder. Einer der Söhne war der Jurist und Abgeordnete Viktor Rintelen.
Sein Referendariat absolvierte er in Paderborn. Die Assessorzeit verbrachte er in Hamm. Anschließend war Rintelen ab 1828 Justizamtmann in Meschede. Danach war er von 1832 bis 1837 Oberlandgerichtsrat in Halberstadt. Im Jahr 1838 wechselte er als wissenschaftlicher Hilfsarbeiter an das Geheime Obertribunal in Berlin und wurde 1843 zum Obertribunalrat ernannt. Seit 1847 war er Mitglied der Justizprüfungskommission. Im Vormärz war Rintelen Mitglied der Odeumsgesellschaft, einer Gesprächsgruppe vor allem von Juristen und Beamten.
Seit September 1848 war er als Nachfolger des wegen Krankheit ausgeschiedenen Pastors Bigge Mitglied der preußischen Nationalversammlung für den Kreis Meschede. Er gehörte zu den entschiedenen katholischen Abgeordneten der politischen Rechten. Rintelen war einer der Abgeordneten, die im Verlauf der Verfassungsdebatte für die Beibehaltung der Bezeichnung „von Gottes Gnaden“ für den König eintraten. Als er nach dem Beginn der Gegenrevolution die Vertagung der Nationalversammlung billigte, versuchte er, sich dafür bei seinen Wählern im Kreis Meschede zu rechtfertigen. Dies war letztlich ohne Erfolg, da die Wähler bei den nächsten Wahlen in großer Zahl zur demokratischen Linken abwanderten.
Zwischen dem 11. November 1848 und dem 10. April 1849 war Rintelen Justizminister im Reaktionskabinett Brandenburg. Sein enger Freund Temme zeigte sich davon sehr enttäuscht und bezeichnete Rintelen als „willensloses Werkzeug der Reaktion.“ Allerdings zog sich Rintelen den Unwillen von Friedrich Wilhelm IV. zu, weil er nicht energisch genug gegen die Anhänger der Revolution vorgehen würde. Er trat von seinem Amt zurück, weil er die Oktroyierung einer neuen Gerichtsordnung nicht mittragen wollte.
Seit seiner Ministerzeit bis 1851 war er Mitglied der Ersten Kammer des preußischen Landtages. Nach dem Ausscheiden aus der Regierung war Rintelen bis 1867 Präsident des Appellationsgerichts Münster. Daneben war er 1862/63 Mitglied des preußischen Abgeordnetenhauses für den Wahlkreis Tecklenburg. Er schloss sich im Abgeordnetenhaus der Fraktion Linkes Centrum an.